# Clark (Dakota du Sud)
Pour les articles homonymes, voir Clark.
La ville de Clark est le siège du comté de Clark, situé dans le Dakota du Sud, aux États-Unis. Sa population était de 1 139 habitants au recensement de 2010.
La ville est fondée en 1882 sous le nom de Clark Center. Elle doit son nom au comté de Clark, lui-même nommé en l'honneur de Newton Clark, membre de la législature du territoire du Dakota.
La municipalité s'étend sur 1,28 milles carrés (3,32 km2).

## Démographie
| 1880 | 1890 | 1900 | 1910  | 1920  | 1930  |
| ---- | ---- | ---- | ----- | ----- | ----- |
| 25   | 592  | 684  | 1 220 | 1 392 | 1 290 |

| 1940  | 1950  | 1960  | 1970  | 1980  | 1990  |
| ----- | ----- | ----- | ----- | ----- | ----- |
| 1 291 | 1 471 | 1 484 | 1 356 | 1 351 | 1 292 |

| 2000  | 2010  | - | - | - | - |
| ----- | ----- | - | - | - | - |
| 1 285 | 1 139 | - | - | - | - |

## Personnalités liées à la ville
- Doug Hegdahl (1946-), militaire américain.